# Cerberus (proteína)
Cerberus es una de las proteínas secretadas por el organizador, encargada de promover la formación de la región más anterior del ectodermo de renacuajo, ojos y placodas olfatorias. El gen de Cerberus se expresa en las células del endomesodermo faríngeo procedente de las células de labio dorsal temprano, y es el miembro más caracterizado de la familia DAN/Cerberus.
Fue en 1996 (Bouwmeester et al.) cuando se demostró experimentalmente que la inducción de las estructuras más anteriores de la cabeza estaban correlacionadas con la presencia de esta proteína. Actualmente la mayor parte del estudio acerca de Cerberus se realiza en organismos modelos como Xenopus, donde esta proteína está codificada por el gen Xcer, muy expresado en el organizador de Spemann.  
Cerberus comparte con las proteínas Cerberus-like  un extremo carboxi terminal que contiene un dominio de unos 90 aminoácidos denominado “cysteine knot” (nudo de cisternas o dominio CT). Este dominio contiene 9 residuos de cisteínas susceptibles de formar nueve puentes de sulfuro intramoleculares; además todas las proteínas Cerberus-like tienen una larga cadena polipeptídica en el amino terminal precedente al dominio CT que parece ser responsable de la unión a Wnt (genes involucrados en el diseño de varias regiones de sistema nervioso central en vertebrados), actuando como un potente antagonista de estos.
Asimismo, la familia DAN/Cerberus se caracteriza por su capacidad para funcionar como antagonistas de miembros específicos de la familia TGF-beta, como Activina, Nodal o BMP´s.
- Datos: Q5762460